# Helohyus
Helohyus és un gènere de mamífer artiodàctil extint de la família dels helòhids. Se n'han trobat restes fòssils a Nord-amèrica i la Xina. L'espècie més grossa d'aquest grup era H. lentus, coneguda únicament a partir d'una tercera molar inferior (m3) de la Formació Bridger (Wyoming). Tenia aproximadament la mida d'un conill.